# Lutin givré
Callophrys (Incisalia) irus
Espèce
Le Lutin givré (Callophrys (Incisalia) irus)  est une espèce d'insectes lépidoptères de la famille des Lycaenidae, de la sous-famille des Theclinae, du genre Callophrys.

## Dénomination
Callophrys (Incisalia) irus a été décrit par Jean-Baptiste Godart en 1824 sous le nom initial de Polyommatus irus.
Synonyme :Callophrys irus  ; Incisalia irus ; Dyar, 1903  ; Deciduphagus irus ;Callophrys (Incisalia) irus ; Pelham, 2008.

### Noms vernaculaires
Le Lutin givré se nomme en anglais Fosted Elfin.

### Sous-espèce
- Incisalia irus irus ; présent
- Incisalia irus arsace (Boisduval & Le Conte, [1835])
- Incisalia irus hadros (Cook & Watson, 1909) uniquement dans l'est du Texas[1].

## Description
Le Lutin givré est un papillon d'une envergure de 22 mm à 32 mm au bord externe des ailes postérieures dentelé avec une queue tronquée, au dessus marron avec une tache ovale,,.
Le revers est cuivré irisé orné de quelques petits points marron.

### Chenille
La chenille est vert pâle bleuté ornée d'une ligne blanche sur chaque flanc et de lignes dorsales blanches.

### Espèces proches
Le Lutin des bleuets Callophrys niphon  est très semblable.

## Biologie

### Période de vol et hivernation
C'est la chrysalide qui hiverne dans un cocon,.
Il vole en une génération de mars avril dans le sud de sa zone de répartition, mai juin dans le nord.

### Plantes hôtes
Les plantes hôtes de sa chenille sont les fleurs et les fruits de Lupinus, dont Lupinus perennis et Baptisia tinctoria, Baptisia australis, Crotalaria sagittalis,,..

## Écologie et distribution
Le Lutin givré est présent sur la côte est de l'Amérique du Nord, au Canada dans le sud de l'Ontario, du Vermont au nord de la Floride et dans deux isolats, au Michigan et en Louisiane Texas,.

### Biotope
Il réside dans les prairies et les forêts claires.

### Protection
En Ontario il a été inscrit en danger mais sans doute trop tard car il n'a plus été observé depuis 1988.
Aux États-Unis, les populations sont fragiles car très fragmentées. Incisalia irus hadros est présent uniquement dans l'est du Texas et a été classé G3.

### Liens taxonomiques
- (en) Tree of Life Web Project : Callophrys irus
- (fr + en) ITIS : Callophrys irus  (Godart, 1824)

### Première publication
Jean-Baptiste Godart, Encyclopédie méthodique. 9 (2): 674